# Zscheppa

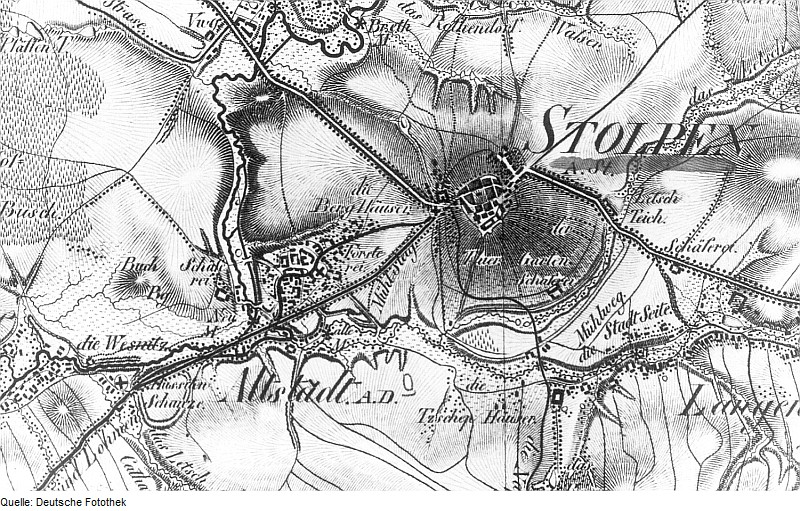
„Die Tzschep Häuser“ südlich Stolpens auf der Oberreitschen Karte, 1821/22

Zscheppa ist eine Häusergruppe in Stolpen im Landkreis Sächsische Schweiz-Osterzgebirge.
Die Ortslage befindet sich nahe der Mündung des Letschwassers in den Langenwolmsdorfer Bach. Sie liegt etwa 800 Meter südlich der Burg Stolpen im äußersten Osten der Flur des Stolpener Ortsteils Altstadt – nahe der Bahnhofstraße und in der Nachbarschaft Langenwolmsdorfs. Der Ortsname geht auf das altsorbische ‚cep‘ zurück, das einen Zapfen oder Spund meint, der einen Wasserlauf versperrt, an dem gefischt wird. Später vollzog sich eine Angleichung an die mundartliche Form von „(Wasser) schöpfen“, der Volksmund kennt den Ort deshalb als „(die) Schäppe“. Weitere überlieferte Formen des Ortsnamens sind „Zschepa“ (1791), „die Tzschep Häuser“ (1821/22) und „Zscheppe“ (1826).
Im Jahr 1623 war Zscheppa ein „Eintzlich hoff, nach der Altstad gehörig“, 1764 bestand „die Tzscheppe“ aus „zwey mäßigen Güthern“. Um 1824 gab es vier Häuser mit 20 Einwohnern, für 1875 werden nur noch sieben Einwohner genannt. Um die Wende zum 20. Jahrhundert verschwand eines der Bauerngüter. Seit dem 1. Juli 1950 gehört Zscheppa als Teil von Altstadt zu Stolpen.